# Aittonen (sjö i Sievi, Norra Österbotten, Finland)
Aittonen eller Aittojärvi är en sjö i Finland. Den ligger i kommunen Sievi i landskapet Norra Österbotten, i den centrala delen av landet, 400 km norr om huvudstaden Helsingfors. Aittonen ligger 138 meter över havet. Arean är 43,8 hektar och strandlinjen är 3,04 kilometer lång. Sjön  ingår i Kalajoki älvs huvudavrinningsområde.   I omgivningarna runt Aittonen växer i huvudsak blandskog.